# Diplokeleba herzogii
Espèce
Classification phylogénétique
Statut de conservation UICN

 VU  : Vulnérable
Diplokeleba herzogii est une espèce de plantes du genre Diplokeleba de la famille des Sapindaceae.